# اعح‌حتپ یکم
اعح‌حتپ (انگلیسی: Ahhotep؛‏عربی مصری: اعح‌حتب؛ حدود ۱۵۶۰ تا ۱۵۳۰ پ. م) ملکه‌ای در مصر باستان از اواخر دودمان هفدهم مصر و اوایل دودمان هجدهم مصر بود. وی دختر فرعون سناختن‌رع اهمسه و تتی‌شری، و احتمالاً خواهر و همسر فرعون سقنن‌رع تائو بود.
اعح‌حتپ زندگی طولانی و مؤثری داشت و احتمالاً به عنوان نایب‌السلطنه برای پسرش، اهمسه یکم حکومت کرده است. کتیبه‌ای از کرنک توانایی او را در اداره مصر و متحد کردن مردم ستوده است. پرستش او تا دودمان بیست و یکم مصر ادامه یافت.

## خانواده
اعح‌حتپ دختر ملکه تتی‌شری و فرعون سناختن‌رع اهمسه بود. او همسر فرعون سقنن‌رع تائو بود و مادر اهمسه یکم، اهمسه-نفرتاری و احتمالاً کاموسه بود. مادر بودن او برای دیگر شاهزادگان مشخص نیست.

## زندگی
اعح‌حتپ احتمالاً پس از کشته‌شدن همسرش سقنن‌رع تائو و سپس مرگ کوتاه‌مدت جانشین او کاموسه، نایب‌السلطنهٔ پسر خردسالش، اهمسه یکم، بوده است. متنی در کتیبه‌ای از کرنک توانایی او را به‌عنوان یک حاکم و فرمانده نظامی نشان می‌دهد و از نقش مؤثرش در متحد کردن مصر تمجید می‌کند.
محققان معتقدند نفوذ سیاسی او تا دوره حکومت نوه‌اش آمنهوتپ یکم ادامه داشته است. وی احتمالاً در دوران سلطنت تحوتموس یکم درگذشته است.

## بحث دربارهٔ هویت
در قرن نوزدهم دو تابوت از دو نقطهٔ مختلف (دره ابو النجا و دیر البحری) یافت شد که هر دو به نام «اعح‌حتپ» بودند و منجر به بحث‌هایی در مورد وجود چندین ملکه با همین نام شد. امروزه اغلب پژوهشگران معتقدند که تابوت دیر البحری متعلق به اعح‌حتب اول (مادر اهمسه) و تابوت دره ابو النجا متعلق به اعح‌حتب دوم است.

## تابوت آهوتپ اول
تابوت اعح‌حتپ اول از چوب و مقوای گچی (کارتوناژ) ساخته شده و از نخستین نمونه‌های «تابوت ریشی» (با نقش پر) است که شباهت زیادی به تابوت دخترش اهمسه-نفرتاری دارد. این تابوت بعدها برای دفن پینجم یکم، کاهن اعظم، استفاده مجدد شده است.

## فرزندان
| نام            | توضیحات                     |
| -------------- | --------------------------- |
| کاموسه         | احتمالاً پسرش یا برادر همسرش |
| اهمسه یکم      | فرعون مصر                   |
| اهمسه-نفرتاری  | ملکه مصر، همسر اهمسه یکم    |
| اهمسه-نبتا     | شاهدخت مصری                 |
| اهمسه-تومریسی  | شاهدخت مصری                 |
| اهمسه-ساپایر   | احتمالاً پسرش                |
| بینپو          | احتمالاً پسرش                |
| اهمسه-هنوتمیپت | احتمالاً دخترش               |

## نگارخانه

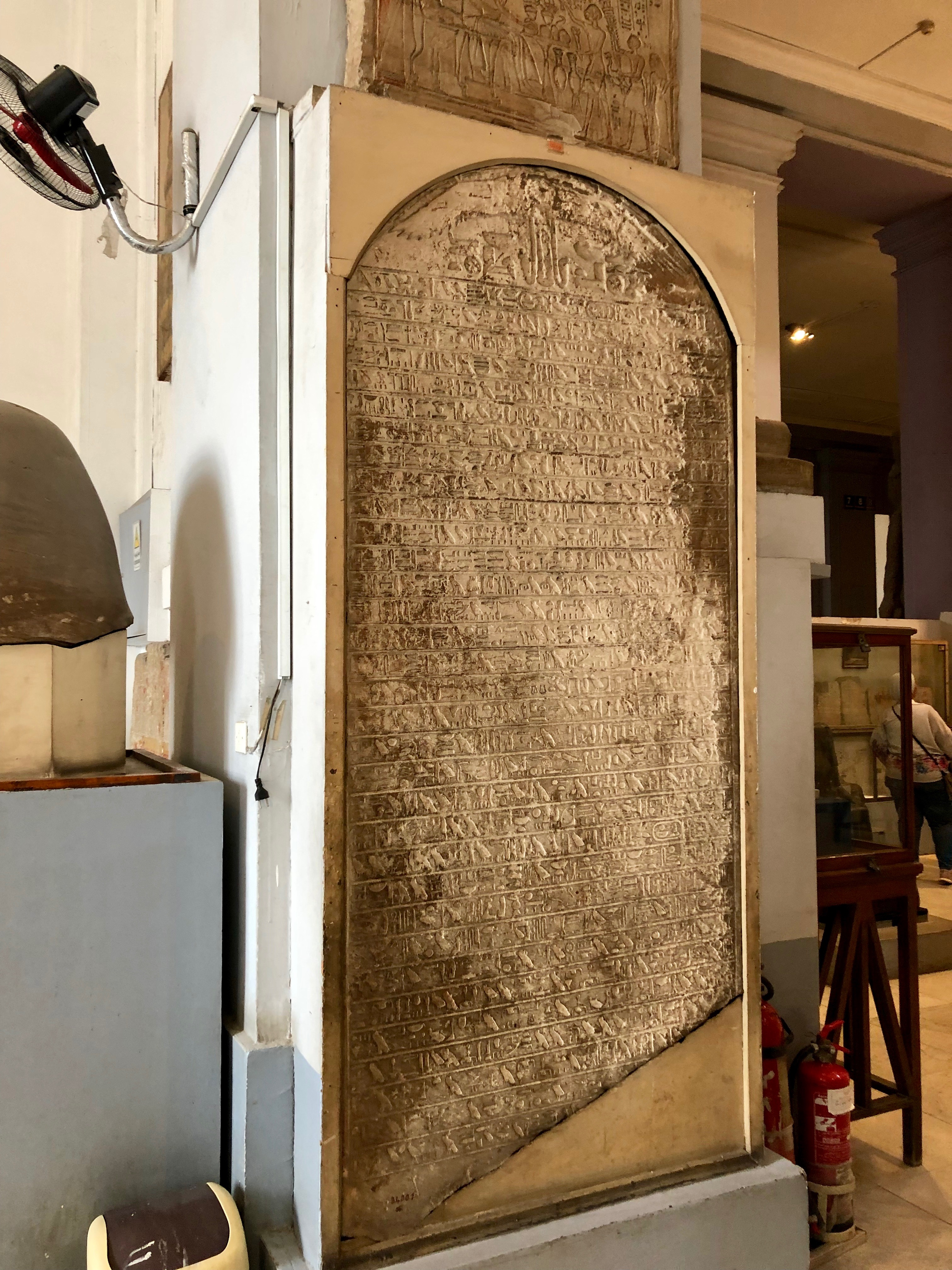
کتیبه‌ای از معبد کرنک دربارهٔ اعح‌حتب
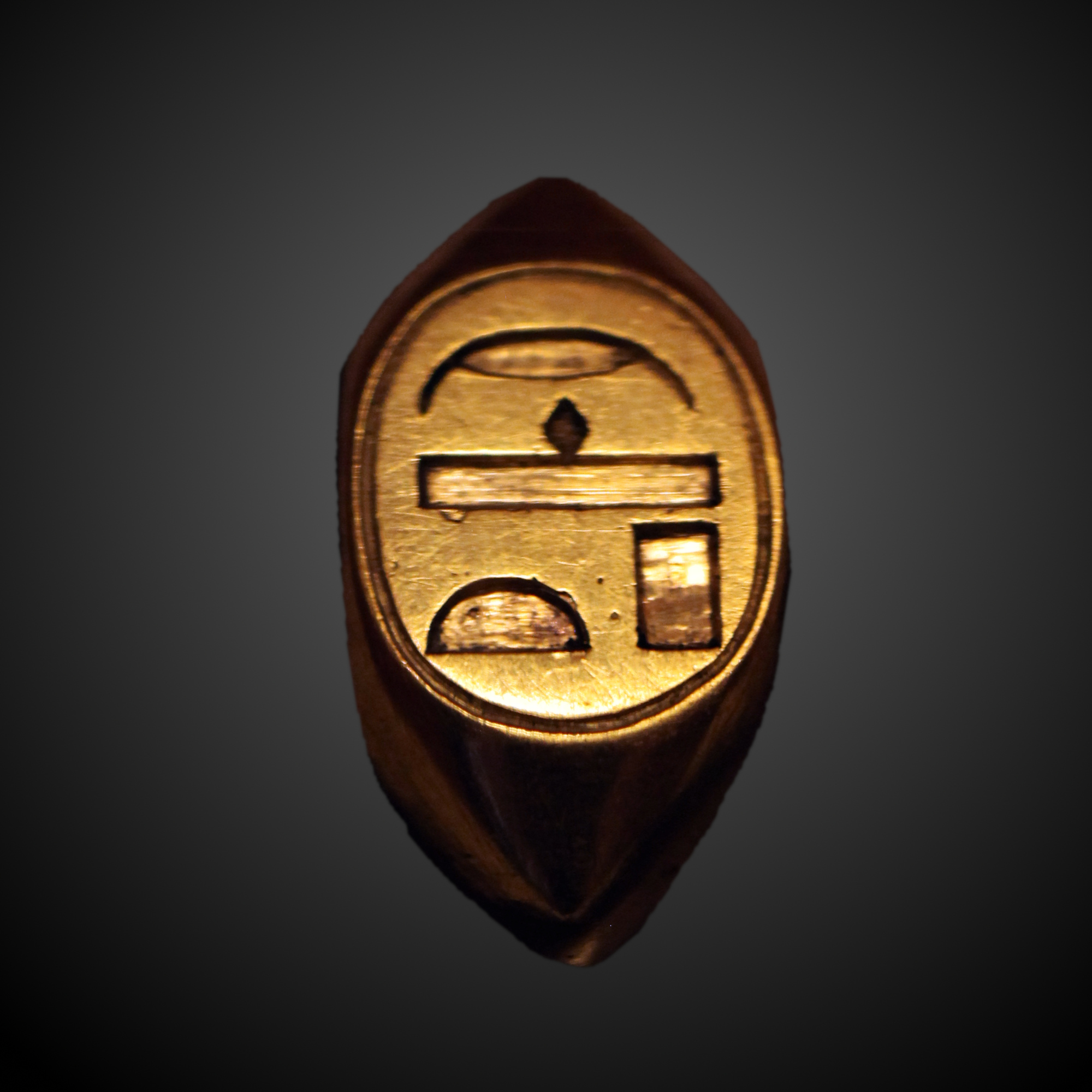
حلقه طلایی آهوتپ اول (لوور)